# El hombre que vino a cenar
El hombre que vino a cenar (The Man Who Came to Dinner) es una película de comedia estadounidense de 1942 dirigida por William Keighley, y protagonizada por Bette Davis , Ann Sheridan y, como el personaje principal, Monty Woolley . 
El guion de Julius y Philip G. Epstein se basa en la obra de 1939 El hombre que vino a cenar de Moss Hart y George S. Kaufman . El elenco de apoyo cuenta con Jimmy Durante y Billie Burke .

## Sinopsis
Mientras pasa por una pequeña ciudad de Ohio (Estados Unidos) durante una gira de conferencias por todo el país, el famoso locutor de radio neoyorquino Sheridan Whiteside se hiere la cadera después de resbalar y caer en los escalones helados de la casa de los Stanley, una familia prominente con la que se supone que cenará como truco publicitario. Insiste en recuperarse en su casa durante las vacaciones de Navidad, a lo que acceden los Stanley para evitar una amenaza de demanda de $150.000 con el prominente Thomas E. Dewey como su abogado.
Whiteside, una celebridad autoritaria y egocéntrica, pronto llega a dominar la vida de los residentes y de todos los que entran en la casa. Se apodera de las habitaciones más destacadas de la casa y restringe a sus anfitriones al piso superior de su casa. Engaña al médico para que exagere su tiempo de recuperación, prometiéndole leer la "obra maestra" inédita del médico, que rápidamente ignora. Acumula facturas telefónicas de larga distancia con personajes importantes como Winston Churchill y el emperador etíope Haile Selassie. Recibe regalos intrusivos de destacados naturalistas, como envíos vivos de cuatro pingüinos y un pulpo. Invita a un almuerzo a convictos, incluidos asesinos, del “club de fans de Sheridan Whiteside” de la penitenciaría estatal. Exaspera a su enfermera hasta el punto de que ella renuncia, declarando que ha cambiado su misión en la vida de aliviar el sufrimiento de la humanidad a trabajar en una fábrica de municiones.
Whiteside anima a los jóvenes Richard y June Stanley a perseguir sus sueños, en contra de los deseos de su padre convencional. Declara que Harriet, la extraña hermana de Ernest Stanley, “está sacada directamente del Perro de los Baskerville”, tratando de recordar dónde ha visto su rostro antes.
Mientras tanto, la asistente de Whiteside, Maggie Cutler, se siente atraída por el periodista local Bert Jefferson. Cuando Bert le lee su obra de teatro, ella queda tan impresionada que le pide a Whiteside que se la muestre a sus contactos. Después de algunas citas, Maggie anuncia que dejará el empleo de Whiteside para casarse con Bert, aunque Bert aún no lo sabe. Bert le regala una pulsera de oro con dijes como regalo de Navidad y bromean coquetamente.
No quieriendo perder a una asistente tan eficiente, Whiteside hace todo lo posible para sabotear el floreciente romance. Exagera los efectos de sus heridas para prolongar su estancia en la casa y promover su sabotaje. Atrayendo a la glamorosa actriz Lorraine Sheldon con la perspectiva de un papel principal en una nueva obra "importante" de un "próximo dramaturgo", tiene la intención de que Lorraine le robe a Bert a Maggie. Lorraine convence a Bert de pasar tiempo con ella para arreglar la obra.
Amenazada por la presencia de Lorraine, Maggie conspira con el amigo de Whiteside, Beverly Carlton, un bromista y imitador consumado, para hacerse pasar por el posible y rico prospecto de Lorraine, Lord Cedric Bottomley, a quien Lorraine ha perseguido sin descanso durante meses. Beverly atraye a Lorraine de regreso a Palm Beach con una llamada telefónica haciendo una propuesta de “Lord Bottomley”. Cuando Lorraine descubre el truco, promete quitarle a Bert a Maggie.
Cuando Maggie se da cuenta de que Whiteside está detrás del plan clandestino con Lorraine, renuncia. Un tanto escarmentado, Whiteside inventa un plan para sacar a Lorraine del camino, con la ayuda de su amigo Banjo. Apelando a la vanidad de Lorraine, la engañan para que represente un escenario y entre en un sarcófago egipcio, lo cierran de golpe y la envían a Nueva Escocia.
Finalmente, harto de sus travesuras, intromisiones, insultos y su personalidad insoportable, el Sr. Stanley jura una orden judicial que ordena a Whiteside que se vaya en 15 minutos. Sin embargo, con unos segundos de sobra, Whiteside chantajea al Sr. Stanley para que retire la orden y permita que sus hijos hagan lo que quieran. Al recordar que la hermana de Stanley, Harriet, tiene un pasado como una infame asesina con hacha, chantajea a Stanley amenazándole con exponerla.
Cuando Whiteside se marcha, la primera dama Eleanor Roosevelt llama por teléfono. Distraído por la notificación de último momento, Whiteside vuelve a caer sobre los escalones helados de los Stanley y es llevado de regreso al interior, para consternación del Sr. Stanley. Mientras tanto, Eleanor Roosevelt queda desatendida, olvidada por teléfono en medio de la conmoción.

## Reparto
- Bette Davis: Maggie Cutler
- Ann Sheridan: Lorraine Sheldon
- Monty Woolley: Sheridan Whiteside
- Richard Travis: Bert Jefferson
- Jimmy Durante: Banjo
- Billie Burke: Ernest Stanley (Daisy)
- Reginald Gardiner: Beverly Carlton
- Elisabeth Fraser: June Stanley
- Grant Mitchell: Ernest Stanley
- George Barbier: el Dr. Bradley
- Mary Wickes: Miss Preen
- Russell Arms: Richard Stanley
- Ruth Vivian: Harriet Stanley
- Edwin Stanley: John
- Betty Roadman: Sarah
- Charles Drake: Sandy
- Nanette Vallon: Cosette
- John Ridgely: el hombre de la radio